# Euler-Lotka-Gleichung
Die Euler-Lotka-Gleichung – manchmal auch nur mit einem der beiden Namen benannt –  ist eine wichtige Gleichung der Populationsdynamik. Sie verknüpft die Verteilung der Lebensdauern und die Abhängigkeit der Geburtenrate vom Alter der Mutter mit der zeitlichen Entwicklung der Populationsgröße. Unter anderem dient sie zur Bestimmung einer exponentiellen Wachstumsrate. Die Gleichung findet Anwendung zum Beispiel in Ökologie und Epidemiologie und ist nach Leonhard Euler (1760) und Alfred J. Lotka (1911) benannt.

## Herleitung der Euler-Lotka-Gleichung
Modelliert wird ausschließlich die Rate der Geburten von weiblichen Individuen in der Population. Für Anwendungen der Ergebnisse auf die Gesamtpopulation wird z. B. angenommen, dass diese zu der modellierten Geburtenrate proportional ist. Es wird angenommen, dass die folgenden beiden altersabhängigen Größen sich während der zeitlichen Entwicklung der Population nicht ändern:
- {\displaystyle w(a)} der Anteil weiblicher Individuen, die ein Alter von {\displaystyle a} Jahren erreicht (Erlebenswahrscheinlichkeit)
- {\displaystyle m(a)} die durchschnittliche Anzahl weiblicher Nachkommen eines weiblichen Individuums im {\displaystyle a}-ten Lebensjahr.

(In der Integralgleichung wird {\displaystyle a} zu einer kontinuierlichen Variable und {\displaystyle m(a)} zur Geburtenrate.)
Dann lautet die Euler-Lotka-Gleichung:
{\displaystyle \int _{a=0}^{\infty }w(a)\cdot m(a)\cdot e^{-r\,a}\,da=1}
Diese Gleichung ist eine Bestimmungsgleichung für den Parameter {\displaystyle r}, wobei
{\displaystyle B(t)=B_{0}\cdot e^{r\,t}}
der Ansatz ist, der für die zeitliche Entwicklung der Geburtenrate weiblicher Individuen gewählt wurde.
Die Euler-Lotka-Gleichung ergibt sich aus folgender Überlegung: Zu einem gegebenen Zeitpunkt  {\displaystyle t} tragen Mütter verschiedenen Alters zur Geburtenrate  {\displaystyle B(t)} bei. Der Beitrag von Müttern im Alter {\displaystyle a} ist {\displaystyle B(t-a)\cdot w(a)\cdot m(a)\,da}. Denn für einen Zeitraum {\displaystyle da} ist {\displaystyle B(t-a)\,da} die Anzahl der weiblichen Individuen, die {\displaystyle a} Jahre zuvor geboren wurden, {\displaystyle w(a)} der Anteil von ihnen, der das Alter {\displaystyle a} erreicht, und {\displaystyle m(a)} die Geburtenrate (pro Individuum) ihrer weiblichen Nachkommen. Aufsummiert bzw. integriert über alle Alter {\displaystyle a} der Mütter ergibt sich die Erneuerungsgleichung für den Geburtsprozess (eine lineare homogene Integralgleichung vom Volterra-Typ 2. Art):
{\displaystyle B(t)=\int _{0}^{\infty }B(t-a)\cdot w(a)\cdot m(a)\,da}.
Zur Bestimmung der noch unbekannten Funktion {\displaystyle B(t)} macht man einen exponentiellen Ansatz:
{\displaystyle B(t)=B_{0}\cdot e^{r\,t}} und setzt dies ein. Es ergibt sich:
{\displaystyle B(t)=\int _{0}^{\infty }B(t)\cdot e^{-r\,a}\cdot w(a)\,m(a)\,da}
und weiter durch Kürzen von {\displaystyle B(t)} die oben angegebene Euler-Lotka-Gleichung.
Meist wird die diskrete Version benutzt (Alter {\displaystyle a} z. B. in Jahren):
{\displaystyle \sum _{a=0}^{\infty }w(a)\cdot m(a)\cdot e^{-ra}=1}
Das kann auch geschrieben werden:
{\displaystyle \sum _{a=\alpha }^{\beta }w(a)\cdot m(a)\cdot e^{-ra}=1}
wobei {\displaystyle \alpha } und {\displaystyle \beta } die Altersgrenzen der Fruchtbarkeit eines weiblichen Individuums angeben.

## Lösungen der Euler-Lotka-Gleichung
Wenn (z. B. aus demographischen Daten) die Funktionen {\displaystyle w(a)\,,\,m(a)} bekannt sind und als künftig unveränderlich angenommen werden, können aus der Euler-Lotka-Gleichung die möglichen Werte für den Parameter {\displaystyle r} gewonnen werden. Jeder Wert entspricht einer speziellen Lösung {\displaystyle B_{j}(t)}. Genau ein Wert {\displaystyle r_{0}} ist reell, beschreibt also eine exponentiell anwachsende (bei {\displaystyle r_{0}<0}: abfallende) Geburtenrate {\displaystyle B_{0}(t)}. Die übrigen möglichen Lösungen {\displaystyle r_{j}} sind komplexe Zahlen, beschreiben also oszillierende Verläufe, wobei der Imaginärteil von {\displaystyle r_{j}} deren Oszillationsfrequenz bestimmt und der Realteil deren exponentiell anwachsende oder abfallende Amplitude. Die allgemeine Lösung {\displaystyle B(t)} ist eine Linearkombination aller speziellen Lösungen, wobei die einzelnen Koeffizienten durch die jeweiligen Anfangsbedingungen festgelegt sind. Da {\displaystyle r_{0}} größer ist als der Realteil eines jeden komplexen {\displaystyle r_{j}}, nehmen die Amplituden der Oszillationen (relativ zu {\displaystyle B_{0}(t)}) ab. Auf lange Sicht überwiegt somit immer die einfache Exponentialfunktion {\displaystyle B_{0}(t)} mit der Wachstumsrate {\displaystyle r_{0}}, die dann auch einfach mit {\displaystyle r} bezeichnet wird.
Die durchschnittliche Gesamtanzahl weiblicher Nachkommen eines weiblichen Individuums im Lauf ihres Lebens, die Nettoreproduktionsrate {\displaystyle R}, ist
{\displaystyle R=\sum _{a=\alpha }^{\beta }w(a)\cdot m(a)}
bzw. in der kontinuierlichen Version
{\displaystyle R=\int _{0}^{\infty }w(a)\,m(a)\,d\,a}
Ersichtlich ist {\displaystyle r=0}, wenn {\displaystyle R=1} ist. Wachstum {\displaystyle r>0} tritt ein, wenn {\displaystyle R>1}, Schrumpfung bei {\displaystyle R<1}.
Häufig wird zur Abkürzung das Produkt aus Erlebenswahrscheinlichkeit und Fruchtbarkeitsrate betrachtet:
{\displaystyle n(a)=w(a)\,m(a)},
für das die Euler-Lotka-Gleichung lautet
{\displaystyle 1=\int _{0}^{\infty }n(a)\,e^{-ra}\,d\,a}
Normalisiert man {\displaystyle n(a)} mittels Division durch die Nettoreproduktionsrate {\displaystyle R}, erhält man die Dichte der Altersverteilung der Mütter bei Geburt ihrer Nachkommen (Generationszeit):
{\displaystyle g(a)={\frac {n(a)}{R}}}
Die Euler-Lotka-Gleichung lässt sich dann schreiben:
{\displaystyle {\frac {1}{R}}=\int _{0}^{\infty }g(a)\,e^{-ra}\,d\,a=Mg(-r)}
wobei die Funktion {\displaystyle Mg} die Laplacetransformierte der Verteilungsdichte der Generationszeit {\displaystyle g} ist. In der Statistik wird sie auch als Momenterzeugende Funktion bezeichnet. Die Gleichung lässt sich so interpretieren, dass durch diese Gleichung zwischen Reproduktionsrate {\displaystyle R} und Wachstumsrate {\displaystyle r} eindeutig die Form der Verteilung der Generationszeit gegeben ist und umgekehrt. Die Methode der Laplacetransformation ermöglicht insbesondere für die oszillierenden Anteile eine elegantere Behandlung des Problems als die ursprüngliche Methode von Lotka.
Ist über die Gesamtgröße der Population hinaus auch die Altersstruktur zu untersuchen, kann eine entsprechende Analyse mittels der Leslie-Matrix behandelt werden, die aus den einzelnen Fruchtbarkeitsdaten {\displaystyle n(a)} und Erlebensraten {\displaystyle w(a)} für jede Altersgruppe aufgebaut ist.

## Epidemiologie
Gesucht wird nach einer Gleichung, die die Basisreproduktionszahl {\displaystyle R_{0}} mit dem anfänglichen exponentiellen Wachstum der Epidemie (Wachstumsexponent {\displaystyle r} verbindet).
Dazu wird zunächst {\displaystyle R_{0}} durch die Rate der von einem Individuum zum Zeitpunkt {\displaystyle a}, nachdem es selbst angesteckt wurde (Alter der Infektion), verursachten Infektionen {\displaystyle n(a)} ausgedrückt.
{\displaystyle R_{0}=\int _{0}^{\infty }n(a)\cdot d\,a}
{\displaystyle n(a)} ist zeitabhängig und hat zum Beispiel bei Influenza ein Maximum bei etwa {\displaystyle a=3} Tage und ist nach 10 Tagen schon stark abgefallen. Normiert man {\displaystyle n(a)} gemäß
{\displaystyle g(a)={\frac {n(a)}{R_{0}}}},
so erhält man die Verteilung {\displaystyle g(a)} der Generationszeiten mit 
{\displaystyle \int _{0}^{\infty }g(a)\cdot d\,a=1}
Sei {\displaystyle B(t)} die Anzahl neuer Infektionen zur Zeit {\displaystyle t}, für die am Anfang der Epidemie ein exponentieller Ansatz gewählt sei:
{\displaystyle B(t)=B_{0}\cdot e^{r\,t}}
Dann kann man die Integralgleichung schreiben:
{\displaystyle B(t)=\int _{0}^{\infty }B(t-a)\cdot n(a)\,d\,a=\int _{0}^{\infty }B(t)e^{-r\,a}\cdot n(a)\,d\,a}
und damit die Euler-Lotka-Gleichung für die Epidemiologie:
{\displaystyle 1=\int _{0}^{\infty }e^{-r\,a}\cdot n(a)\,d\,a}
Setzt man {\displaystyle n(a)=g(a)\cdot R_{0}} ein erhält man für die Basisreproduktionszahl:
{\displaystyle R_{0}={\frac {1}{\int _{0}^{\infty }e^{-r\,a}\cdot g(a)\,d\,a}}}
Der Ausdruck im Nenner hat die Form einer Laplacetransformation {\displaystyle Mg(-r)} von {\displaystyle g(a)} so dass man schreiben kann:
{\displaystyle R_{0}={\frac {1}{Mg(-r)}}}
Wenn man die Verteilung der Generationszeiten näherungsweise durch einen einzigen typischen Wert {\displaystyle T_{G}} ersetzt (Serielles Intervall), so erhält man
{\displaystyle R_{0}=e^{r\,T_{G}}}
Häufig wird das als {\displaystyle R_{0}=1+rT_{G}} genähert, was dem Wert aus dem SIR-Modell entspricht (siehe den Artikel Basisreproduktionszahl). Im SIR-Modell kann in diese Formel sowohl die mittlere infektiöse Periode als auch die mittlere Generationszeit eingesetzt werden. Je nach Wahl der Verteilung des seriellen Intervalls erhält man unterschiedliche Formeln für den Zusammenhang der Reproduktionszahl {\displaystyle R} und der Wachstumsrate {\displaystyle r}:
In der Literatur finden sich aber auch andere Euler-Lotka-Gleichungen für den Zusammenhang zwischen Reproduktionszahl {\displaystyle R}  und Wachstumsrate {\displaystyle r}, die aber immer durch die Vorgabe der Verteilungsdichte {\displaystyle g(a)} der Generationszeit über deren Laplacetransformation vorgegeben sind. Zum Beispiel ergibt sich bei Annahme einer Normalverteilung mit Mittelwert {\displaystyle T_{g}} und Standardabweichung {\displaystyle \sigma } (Dublin, Lotka 1925):
{\displaystyle R=e^{rT_{g}-{\frac {1}{2}}\,r^{2}\,\sigma ^{2}}}
Man kann auch empirische Verteilungen der Generationszeit in einem Histogramm bestimmen. Seien die relativen Häufigkeiten für die Generationszeit zwischen den Grenzen für das Alter {\displaystyle a_{i},a:a_{i+1}} im Histogramm {\displaystyle y_{i}}, dann hat man:
{\displaystyle R={\frac {r}{\sum _{i=1}^{n}y_{i}(e^{-ra_{i-1}}-e^{-ra_{i}})\cdot {\frac {1}{a_{i}-a_{i-1}}}}}}